# ریندرن
ریندرن (به آلمانی: Rindern) یک روستا در کشور آلمان است که در کلوه واقع شده‌است. ریندرن ۲٬۸۴۰ نفر جمعیت دارد.

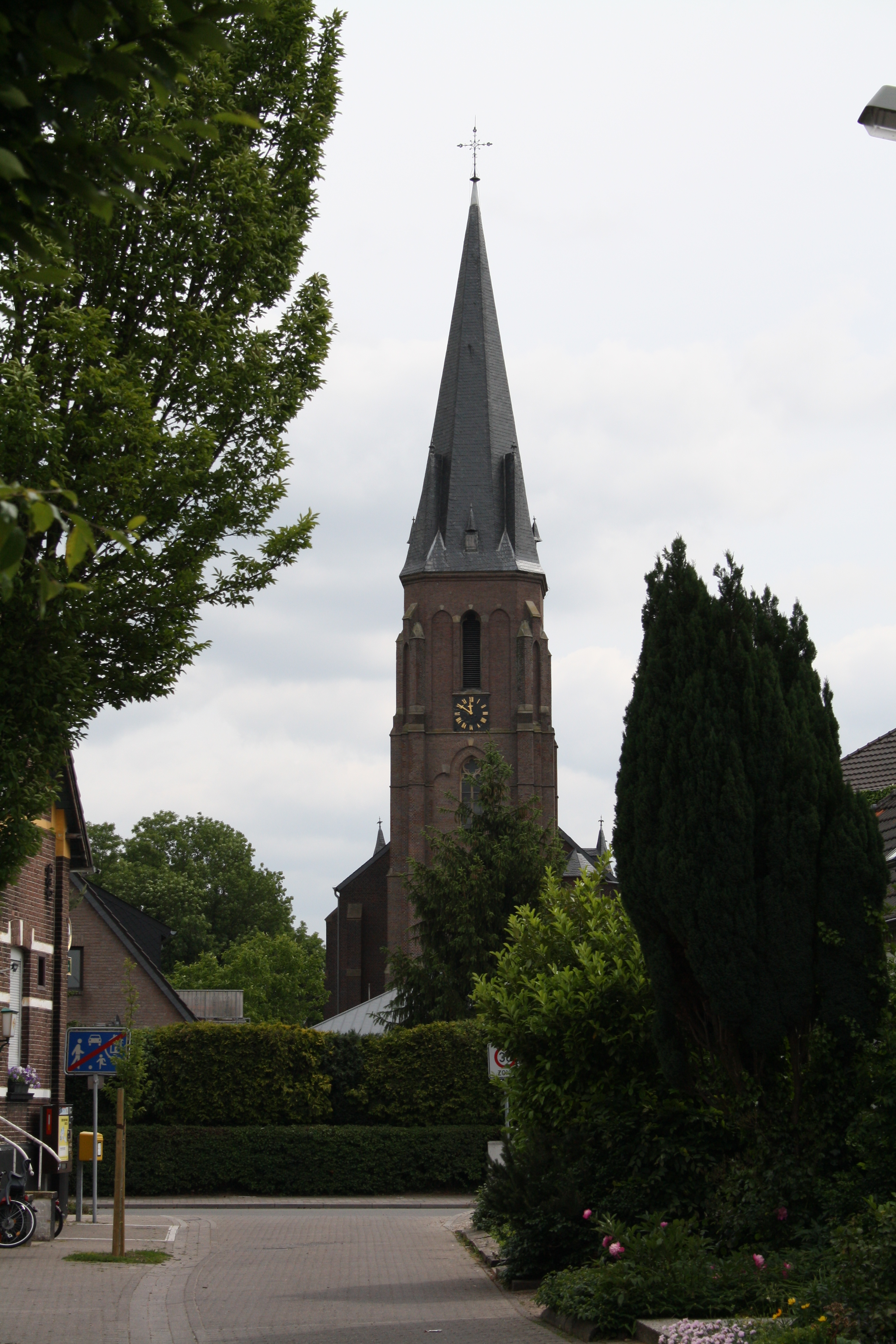
کلیسای ریندرن